# Jaroslav Levinský
Jaroslav Levinský (Valašské Meziříčí, República Checa, 11 de febrero de 1981) es un jugador de tenis profesional checo. En su carrera logró 5 títulos de dobles y alcanzó otras 8 finales.

## Títulos

### Dobles
| Leyenda                |
| Grand Slam (0)         |
| Tennis Masters Cup (0) |
| ATP Masters Series (0) |
| ATP Tour (5)           |

| N.º | Fecha                | Torneo     | Superficie    | Pareja          | Oponentes en la final                | Resultado    |
| --- | -------------------- | ---------- | ------------- | --------------- | ------------------------------------ | ------------ |
| 1.  | 18 de julio de 2004  | Amersfoort | Tierra batida | David Škoch     | José Acasuso Luis Horna              | 6-0 2-6 7-5  |
| 2.  | 5 de febrero de 2006 | Zagreb     | Moqueta       | Michal Mertinak | Davide Sanguinetti Andreas Seppi     | 7-6(7) 6-1   |
| 3.  | 30 de julio de 2006  | Umag       | Tierra batida | David Škoch     | Guillermo García López Albert Portas | 6-4 6-4      |
| 4.  | 7 de julio de 2008   | Gstaad     | Tierra batida | Filip Polášek   | Stephane Bohli Stanislas Wawrinka    | 3-6 6-2 11-9 |
| 5.  | 19 de julio de 2009  | Bastad     | Tierra batida | Filip Polášek   | Robert Lindstedt Robin Söderling     | 1-6 6-3 10-7 |